# Allée Waslaw-Nijinsky
L'allée Nijinski, également appelée allée Waslaw-Nijinski, est une voie située dans le quartier Saint-Merri du 4e arrondissement de Paris, en France. Elle est entièrement située dans le square de la Tour-Saint-Jacques et porte le nom du danseur russe Vaslav Nijinski (1889-1950) en raison de la proximité du square avec le théâtre du Châtelet où Nijinski se produisit dans les années 1909-1912.

## Historique
L'un des sentiers du square de la Tour-Saint-Jacques est nommé le 7 juin 1990.

## Bâtiments remarquables et lieux de mémoire
- Le square longe la tour Saint-Jacques.
- Le monument à Gérard de Nerval.

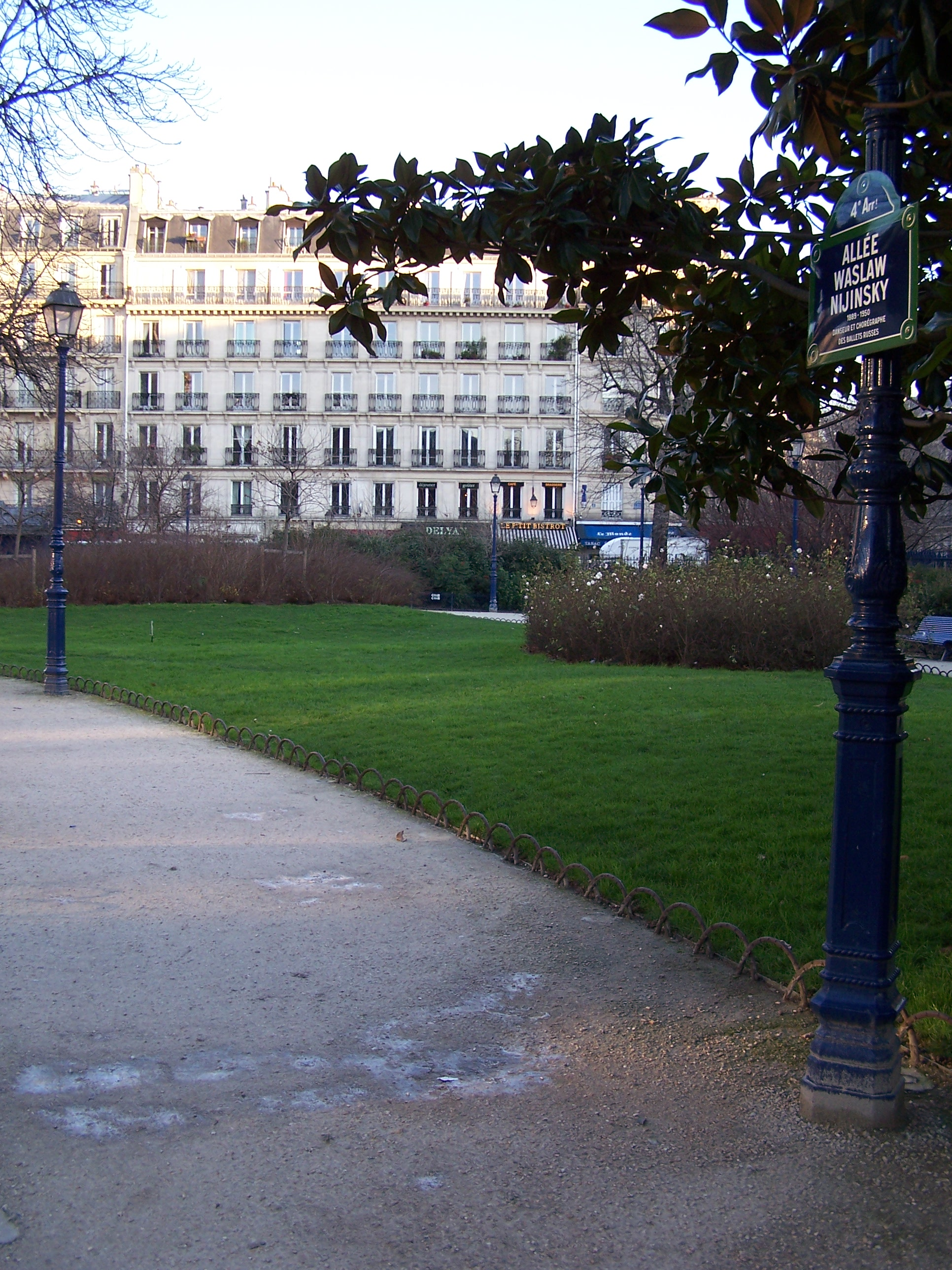
Vue de l'allée.